# يوليان باومغارتلينغر
يوليان باومغارتلينغر (بالألمانية: Julian Baumgartlinger)‏ (مواليد 2 يناير 1988) هو لاعب كرة قدم نمساوي ، يجيد اللعب في خط الوسط ، ويلعب أيضًا كلاعب خط وسط دفاعي ، ويلعب حاليًا لنادي باير ليفركوزن الألماني.

## مسيرته الكروية
لعب يوليان باومغارتلينغر خلال مسيرته الاحترافية مع 5 أندية في ستة عشر موسمًا وسجل خلالها 7 أهداف ضمن 327 مباراة. ولم يفز بأي موسم بالكأس أو بالدوري.
خاض يوليان باومغارتلينغر مسيرته مع TSV 1860 Munich II ‏ في موسم 2006–07 واستمر معه طيلة ثلاثة مواسم، مشاركًا في 37 مباراة سجل خلالها هدفًا واحدًا. ثم انتقل إلى نادي ميونخ 1860 في موسم 2007–08 ولمدة موسمين، حيث شارك في 13 مباراة ولم يسجل أي هدف. لينتقل بعدها إلى نادي أوستريا فيينا في موسم 2009–10 ولمدة موسمين، مشاركًا في 61 مباراة سجل خلالها هدفًا واحدًا. ثم انتقل إلى نادي ماينتس 05 في موسم 2011–12 ليلعب معه خمسة مواسم، مشاركًا في 124 مباراة سجل خلالها هدفين. هذا وانتقل لاحقًا إلى نادي باير 04 ليفركوزن في موسم 2016–17 ليلعب معه أربعة مواسم، مشاركًا في 92 مباراة سجل خلالها 3 أهداف.

## روابط خارجية
- يوليان باومغارتلينغر على موقع الاتحاد الأوربي (الإنجليزية)
- يوليان باومغارتلينغر على موقع قاعدة بيانات كرة القدم.إي يو (الإنجليزية)
- يوليان باومغارتلينغر على موقع بيانات كرة القدم. دي إي (الألمانية)
- يوليان باومغارتلينغر على موقع ليكيب (الفرنسية)
- يوليان باومغارتلينغر على موقع ناشيونال فوتبول تيمز (الإنجليزية)
- يوليان باومغارتلينغر على موقع Soccerway.com (الإنجليزية)
- يوليان باومغارتلينغر على موقع عالم كرة القدم.نت (الإنجليزية)
- يوليان باومغارتلينغر على موقع AS.com (الإسبانية)
- يوليان باومغارتلينغر